# Stea de mercur și mangan

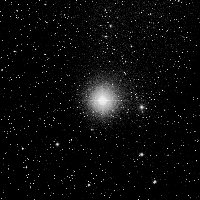
α Andromedae, o stea de mercur și mangan.

O stea de mercur și mangan, sau stea HgMn, este un tip de stea peculiară al cărei spectru este caracterizat printr-o puternică linie de absorbție, la 398,4 nm, a mercurului ionizat o dată (Hg+). Aceste stele sunt de tip spectral B8, B9 sau A0 cu două trăsături distincte:
- câmpul lor magnetic este slab,
- atmosfera lor prezintă o supraabundență în mangan Mn, fosfor P, galiu Ga, stronțiu Sr, ytriu Y, zirconiu Zr, platină Pt și mercur Hg.

Viteza lor de rotație este relativ slabă, având drept consecință o atmosferă mai degrabă calmă. Se crede, dar nu s-a dovedit, că unele tipuri de atomi se scufundă sub forța gravitației, în timp ce alții sunt ridicați spre exteriorul stelei prin presiunea radiației, formând o atmosferă eterogenă.
Următorul tabel include cele mai strălucitoare stele din acest grup:
| Numele propriu | Denumirea Bayer sau Flamsteed | Tipul spectral | Magnitudinea aparentă |
| -------------- | ----------------------------- | -------------- | --------------------- |
| Alpheratz      | α Andromedae                  | B8IVmnp        | 2.06                  |
| Gienah Corvi   | γ Corvi A                     | B8III          | 2.59                  |
| Maia           | 20 Tauri                      | B8III          | 3.87                  |
|                | χ Lupi                        | B9IV           | 3.96                  |
| Muliphein      | γ Canis Majoris               | B8II           | 4.10                  |
|                | φ Herculis                    | B9mnp          | 4.23                  |
|                | π1 Bootis                     | B9p            | 4.91                  |
|                | ι Coronae Borealis            | A0p            | 4.98                  |
|                | κ Cancri A                    | B8IIImnp       | 5.24                  |
|                | 14 Sagittae                   | B9p            | 5.89                  |
| Dabih Minor    | β Capricorni B                | B9.5III/IV     | 6.10                  |
|                | HD 30963                      | B9 III         | 7.23                  |
| Nath           | β Tauri                       | B7III          | 1.65                  |

Cu titlu de exemplu, componenta principală a stelei binare φ Herculis prezintă, în straturile de suprafață, o sărăcire în aluminiu Al și o netă supraabundență în scandiu Sc, crom Cr, mangan Mn, zinc Zn, galiu Ga, stronțiu Sr, ytriu Y, zirconiu Zr, bariu Ba, ceriu Ce și mercur Hg.